# Саидов, Заурбек Асланбекович
Заурбе́к Асланбе́кович Саи́дов (род. 1975, Гудермес, Чечено-Ингушская АССР) — российский учёный, кандидат экономических наук, доктор юридических наук, ректор Чеченского государственного университета, профессор Российской академии образования, заслуженный деятель науки Российской Федерации (2022).

## Биография
В 2001 году стал ведущим специалистом Гудермесского районного отделения Комитета правительства республики по делам молодёжи по, а в 2004 году возглавил этот комитет. В 2002 году окончил Грозненский нефтяной университет по специальности «Экономика и управление на предприятии (в строительстве)», а в 2010 году — Российскую академию государственной службы по специальности «юриспруденция». С 2008 года президент Чеченского государственного университета, а с 2009 года — ректор университета.
В 2009 году защитил кандидатскую диссертацию по теме «Развитие экономической политики корпоративных структур АПК по производству продовольствия». В 2012 году стал доцентом кафедры экономики и управления. В 2018 году защитил докторскую диссертацию на тему «Административно-правовое регулирование в сфере экономики». В 2019 году стал председателем диссертационного совета по юридическим наукам в Чеченском государственном университете. В 2020 году стал профессором по специальности «Теория и история права и государства». Опубликовал более 130 научных и учебно-методических работ. Подготовил трёх кандидатов наук. Советник Российской Федерации 1 класса. Является руководителем регионального отделения Российского профессорского собрания. В ноябре 2020 года стал академиком республиканской Академии наук.

## Санкции
6 марта 2022 года после вторжения России на Украину подписал письмо в поддержку российской агрессии. С 9 июня 2022 года находится под персональными санкциями Украины за поддержку войны. Также был внесён ФБК в список коррупционеров и разжигателей войны за поддержку нападения на Украину, 16 марта 2022 года форумом свободной России внесён в «Список Путина» и доклад «поджигателей войны» с предложением введения против него международных санкций.

## Награды
- Орден Почёта (2024)[7];
- Орден Кадырова (2007);
- Медаль «За заслуги перед Чеченской Республикой» (2007);
- Медаль «За боевое содружество» (2015);
- Почётный знак «За трудовое отличие» (2015);
- Премия Интеллектуального центра Чеченской Республики «Серебряная сова» в номинации «Образование» (2017);
- Почётная грамота Главы Чеченской Республики (2021);
- Почётная грамота Министерства науки и высшего образования Российской Федерации (2021);
- Звание «Почётный строитель России» (2021).
- Медаль «100 лет образования Чеченской Республики» (1 сентября 2022) — за значительный вклад в развитие Чеченской Республики, безупречную работу, высокий профессионализм, проявленный при исполнении должностных обязанностей, и в связи с 100-летием Чеченской Республики